# 平山浪三郎
平山 浪三郎（ひらやま なみさぶろう、1862年12月19日〈文久2年10月28日〉 - 1922年〈大正11年〉8月16日）は、日本の政治家（貴族院議員）、実業家、資産家、篤農家、青森県多額納税者、青森県の大地主。族籍は青森県平民。

## 経歴
陸奥国津軽郡五所川原村（現・青森県五所川原市）出身。平山助六の長男。1903年、家督を相続。農業を営む。
1917年（大正6年）青森県多額納税者として補欠選挙で貴族院多額納税者議員に互選され、同年1月18日から1918年9月28日まで務めた。
五所川原銀行頭取、陸奥鉄道、五所川原銀行、青森県農工銀行各取締役などを務めた。

## 人物
津軽地方の一大地主で、多額納税者である。住所は青森県北津軽郡五所川原町。

## 家族・親族
平山家
- 父・助六（1841年 - ?、青森平民[1][7]、大地主[12]）
- 妻
  - たか（1876年 - ?、青森、福士鶴吉の叔母）[7]
  - チセ（1888年 - ?、青森、渋川富太郎の二女）[1]
- 長男・又三郎[1]（1882年 - ?、青森県多額納税者、青森商業銀行取締役）
  - 同妻・イネ（1888年 - ?、青森、一戸虎三郎の長女、妹の夫は木造銀行取締役市田忠四郎、忠四郎の父は衆議院議員 市田兵七）[1][7]
- 四男・金三郎（1896年 - ?）[1]
- 五男（1897年 - ?）[1]
- 六男（1903年 - ?）[1]
- 四女・もと（1891年 - ?、青森、佐々木傳一郎の妻、伝一郎の大叔父は佐々木嘉太郎 (初代)[1])
- 五女・たけ（1893年 - ?、青森、佐藤久蔵の妻）[1]
- 六女・こと（1895年 - ?、貴族院多額納税者議員の2代宮川久一郎長男徳一郎妻)[1]
- 七女・たみ（1899年 - ?）[7]
- 九女・たき（1901年 - ?、青森、一戸虎三郎の三男宇三郎の妻）[7]
- 孫[7]

親族
- 宮川久一郎 (2代)（貴族院多額納税者議員）